# 加赫特·貝加
傑哈德·伯格（英語：Gerhard Berger，1959年8月27日—），是一位已退休的奧地利籍F1賽車手。他曾擔任國際汽車聯盟的方程式賽車委員會的主席。

## 賽車生涯

### 1983年
伯格在1983年參加歐洲F3錦標賽。在11月，他參加了澳門F3格蘭披治，在比賽中取得季軍及最快圈速，當年的冠軍是艾爾頓·冼拿。

### 1985年
貝加在1985年為飛箭車隊出戰F1。可惜成績差強人意。在年末的澳門東望洋大賽中，貝加為寶馬車隊駕駛M635CSi取得亞軍。

### 貝納通

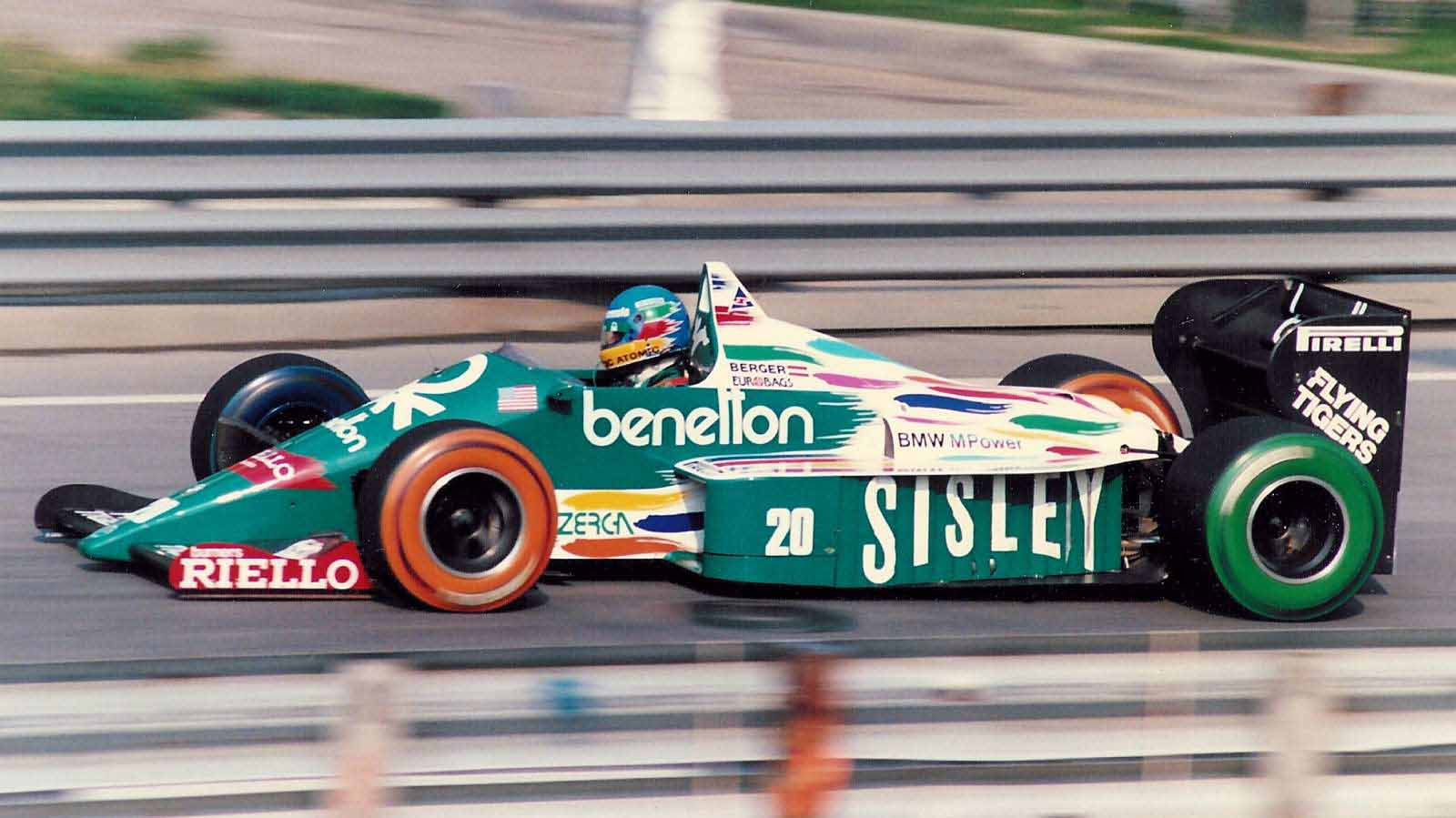
1986年為貝納通車隊出賽的伯格。

伯格在1986年首次在F1賽場上取得勝利，駕駛貝納通B186於墨西哥大獎賽取得冠軍，也是當年貝納通車隊、倍耐力輪胎和寶馬引擎的全年唯一勝利。

### 法拉利

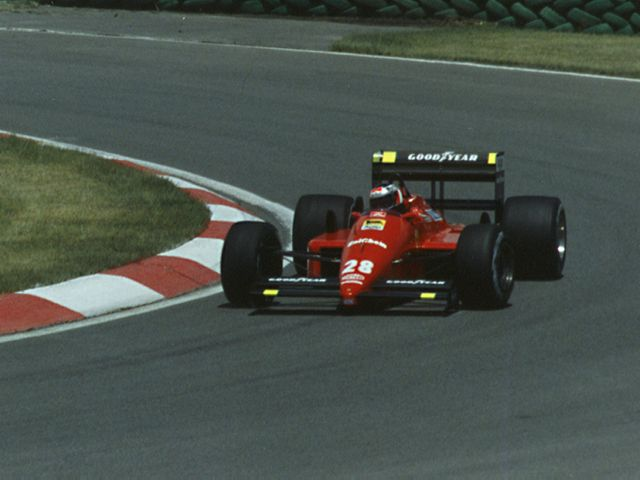
為法拉利出賽的伯格。

伯格在1987年加入法拉利車隊，並且在賽季最後兩站日本和澳洲取得二連勝。

### 邁凱輪

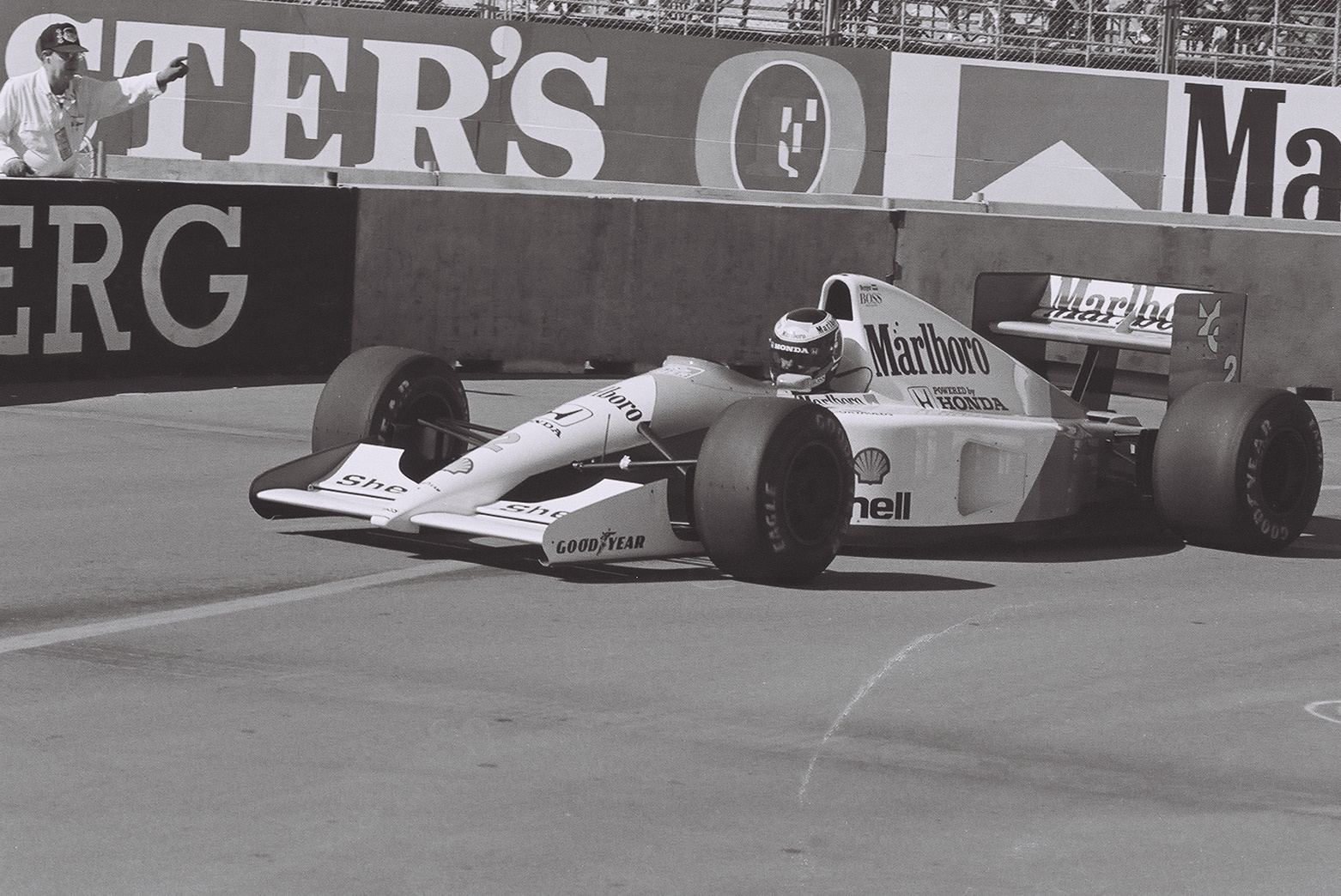
伯格為邁凱輪出賽。

伯格在1990年加入邁凱輪車隊，取代阿蘭·普羅斯特的位置，成為塞納的隊友。

### 法拉利

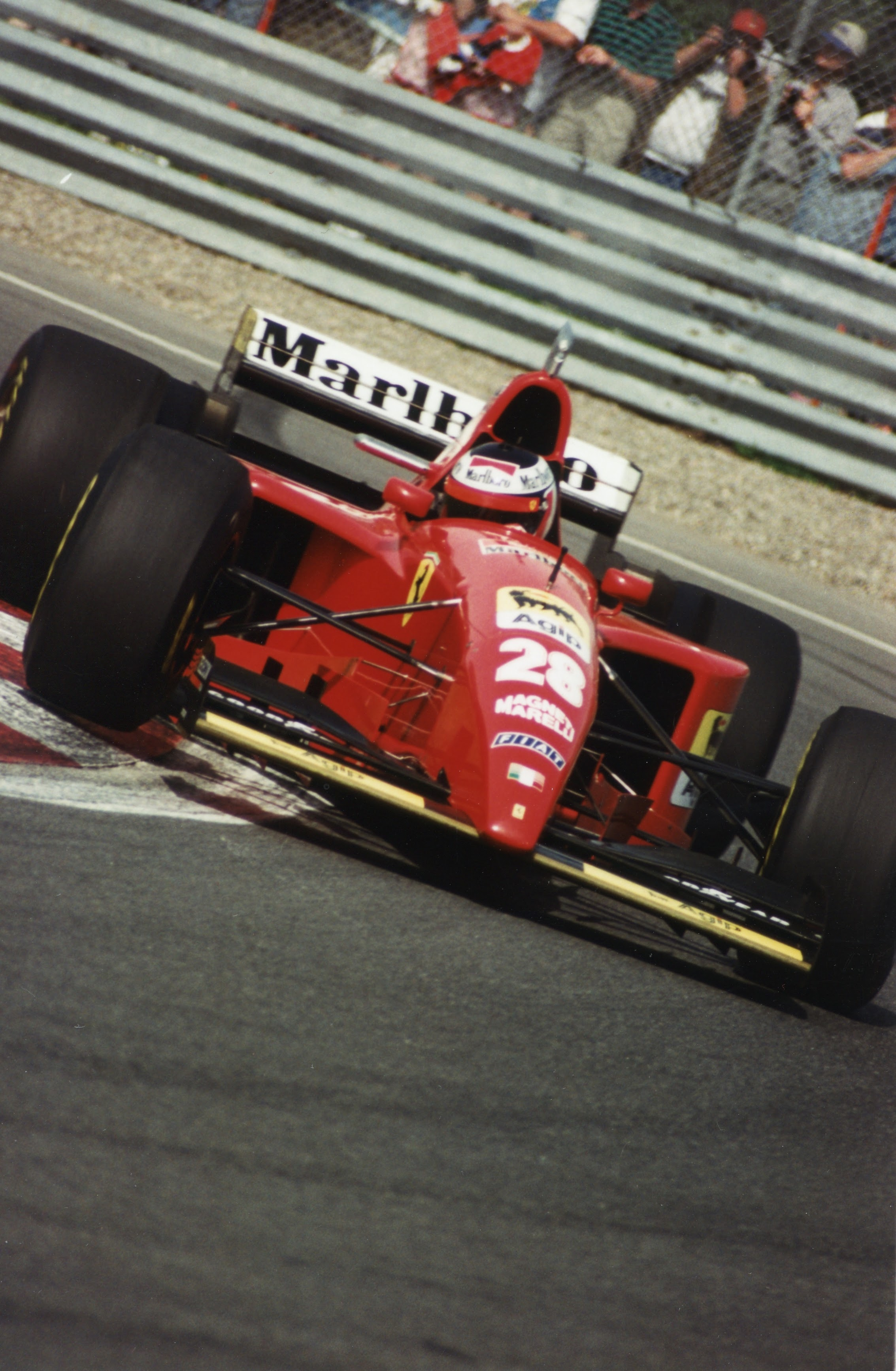
1995年加拿大F1大獎賽。

伯格在1993年重返法拉利車隊，據聞年薪高達1千2百萬美元。

### 貝納通
1995年，伯格回歸貝納通。1997年伯格勝出了德國大獎賽，擊敗了邁克爾·舒馬赫和米卡·哈基宁，是他賽車生涯的最後一場勝利。

## 上海國際賽車場
在2004年6月，伯格駕駛一輛法拉利F2003-GA在上海國際賽車場奔馳，是首位在上海駕駛F1賽車的車手。

## 外部連結
- ESPN F1車手貝加檔案
- Gerhard Berger在互联网电影资料库（IMDb）上的資料（英文）
- F1.com, selling 50%（页面存档备份，存于）
- WorldCat 聯合目錄中加赫特·貝加的著作或與之相關的著作